# يحيى بن أبي منصور المنجم
يحيى بن أبي منصور الفارسي، أبو علي، رأس "آل المنجم"، وكان منهم علماء بالأدب والفلك والكلام.

## نشأته
نشأ بين موالي المأمون العباسي، واتصل بالفضل بن سهل، فكان يعمل برأيه في أحكام النجوم، ولما قُتل الفضل سنة 202هـ اجتباه المأمون ورغّبه في الإسلام، وقد كان مجوسياً، فأسلم على يديه وخصّ به. ولما عزم المأمون على رصد الكواكب تقدم إليه وإلى جماعة آخرين، وأمرهم بالرصد وإصلاح آلاته، ففعلوا ذلك بالشماسية ببغداد وجبل قاسيون بدمشق سنة 215هـ.

## من مؤلفاته
- الزيج الممتحن.
- مقالة في عمل ارتفاع سدس ساعة لعرض مدينة السلام.

## وفاته
توفي أبو علي سنة 218هـ - 845م، ولما مات يحيى رثاه أبو الهيذام بقصيدة منها:
لقد عاش يحيى، وهو محمود عيشة ** وكان مفيداً، وأحد العلم والجود.
قال ابن النديم: "توفي يحيى في خروجه إلى طرسوس، ودُفن في حلب في مقابر قريش، وقبره هناك مكتوب عليه.